# L'Amour, c'est comme un jour
L'Amour, c'est comme un jour est une chanson écrite par Charles Aznavour en 1962 et interprétée par lui-même sur une musique d'Yves Stéphane. La version italienne, datant de 1964, est intitulée L'amore è come un giorno, sur une musique transcrite par Sergio Bardotti. La version anglaise, Tomorrow is My Turn, dont les paroles sont de Marcel Stellman,  est enregistrée par Nina Simone dans son album de 1967 I Put a Spell on You. Aznavour a enregistré cette chanson à de multiples reprises, dont un duo avec Sting dans l'album de 2009, Duos de Charles Aznavour. L'Amour, c'est comme un jour a également été reprise par Jean-Claude Pascal.